# Ньярдвик
Ньярдвик (исл. Njarðvík, в пер. — «бухта Ньёрда») — город в Исландии.
Город Ньярдвик расположен в юго-западной части Исландии, на западе полуострова Рейкьянес. Административно он входит в общину Рейкьянесбайр региона Сюдюрнес. Численность населения составляет 4.398 человек (на 1 декабря 2007 года).
Город расположен на берегу Атлантического океана. Рыболовецкий порт, в городе находятся рыбоперерабатывающие предприятия. Ньярдвик разделён на 2 городских района — Внутренний Ньярдвик и Внешний Ньярдвик. Во Внутреннем Ньярдвике сохранилась каменная церковь постройки 1886 года.